# Cheer Chen Princess From East '01
《Cheer Chen～Princess From East '01》是台灣歌手陳綺貞在日本發行的一張精選集唱片。陳綺貞當時隸屬的唱片公司滾石唱片的日本分公司滾石日本，在日本地區為旗下的6位女歌手發行了Princess From East '01系列精選唱片。

## 曲目
1. 下午三點
2. 還是會寂寞
3. 等待
4. 我的驕傲無可救藥
5. 會不會
6. 讓我想一想
7. 和你在一起
8. 靈感
9. 告訴我
10. 午餐的約會